# Pasillo (música)
El pasillo es un género musical y danza folclórica autóctono de Colombia que tiene su origen en el vals europeo. A fines del siglo XIX pasó de Colombia a Ecuador y Panamá.

## Etimología
Según el musicólogo Guillermo Abadía, "La denominación de “pasillo” como diminutivo (pequeño) de “paso” se dio justamente para indicar que la rutina planimétrica consta de pasos menudos. Así, si el “paso” corriente tiene un compás de 2/4 y una longitud de 80 centímetros, el “pasodoble” como marcha de infantería tiene un compás de 6/8 y una longitud de 68 a 70 centímetros. El “pasillo” es de 3/4 tiene una longitud de 25 a 35 centímetros"

## Origen
El pasillo surgió durante la época independentista en los Andes neogranadinos como aire y danza de la libertad, pues se originó como expresión de alegría en el momento de la independencia en las primeras décadas del siglo XIX como una adaptación del vals austriaco, variación que determinó un cambio rítmico. El movimiento se hizo acelerado y hasta vertiginoso en su forma coreográfica. En Colombia y Ecuador recibió el nombre de pasillo. La exigencia de su interpretación exigió una celeridad que puso en prueba a los bailarines más diestros y se convirtió en una “pieza de resistencia” en que un bailarín, después de tres o cuatro ejecuciones quedaba físicamente agotado. Era de rigor en los salones el uso del pañuelo en la mano para no impregnar de sudor a la dama, ya que se trataba, no de una danza suelta popular sino de un baile “cogido” en que la pareja estrechamente abrazada por la cintura debía girar velozmente muchas veces hasta provocar el vértigo; eran frecuentes los desmayos en estos saraos muy concurridos. Llegó a ser un símbolo musical del mestizaje hispanoamericano.
Desde Panamá, que en ese tiempo era parte de Colombia y donde fue introducido por militares y altos funcionarios del gobierno colombiano para convertirse en la música preferida de la aristocracia urbana y rural del istmo, el pasillo se extendió a finales del siglo XIX hacia Centroamérica. Debido a la llegada de colonos panameños provenientes de la provincia de Chiriquí pasó hacia Costa Rica,<!R5> y de este último a Nicaragua y a El Salvador.[cita requerida]
En sus inicios el pasillo era solamente instrumental y su ejecución se basaba en los tres instrumentos "básicos" de la música andina: bandola, tiple y guitarra a veces complementados con violín. Posteriormente aparece el pasillo vocal que incluye letras de gran contenido poético e incluso son poemas musicalizados como "Sombras", de la poeta mexicana Rosario Sansores y musicalizado por el ecuatoriano Carlos Brito; "Mis flores negras" poema del colombiano Julio Flórez cuya versión musicalizada se atribuye al ecuatoriano Carlos Amable Ortiz, y "Adoración" del ecuatoriano Genaro Castro musicalizado por el también ecuatoriano Enrique Ibáñez Mora.<!R6> 
Según el colombiano señala que este género no se ha encontrado evidencia que se haya citado durante los siglos XVII o XVIII, inclusive indica que:

“El pasillo no es exclusivo de nuestra tierra [Colombia], puesto que también lo tienen Venezuela y Ecuador. Los neogranadinos lo llamaban valse del país, y actualmente en Venezuela se conoce con el nombre de valse. Mas como también sabemos, ha sido imposible señalar en cuál de estas naciones -Ecuador, Venezuela, Colombia - se meció la cuna del elegante y típico ritmo. En cuanto a Colombia se refiere, tampoco pudiéramos decir en qué departamento se cantó o se bailó el primer pasillo.”
Jorge Áñez

## Tipos de pasillo
Básicamente existen dos tipos :<!R7>
- El pasillo instrumental fiestero, que es el más característico de las fiestas populares, bailes de casorios y de garrote, retretas y corridas de toros. Aquel que se utiliza para toda clase de fiestas
- El pasillo lento vocal o instrumental, es característico de los cantos enamorados, desilusiones, luto y recuerdos; es el típico de las serenatas y de las reuniones sociales de cantos y en aquellos momentos de descanso y nostalgia.

Abadía también menciona una tercera modalidad: el pasillo coreográfico ahora en desuso y que era una variedad del pasillo fiestero para ser bailado con coreografías grupales.<!R8>

## Variantes

### Colombia
Por lo tanto nadie puede se ejecutó en voz sola de trovador o, más usualmente, en la conjugación de las dos voces típicas, primo y segundo. Del mismo modo a como ocurrió en lo instrumental, el repertorio de canciones en aire de pasillo fue copiosísimo. El acompañamiento varió desde el habitual de los salones que era el piano, hasta el característico del ambiente popular que eran el tiple y la guitarra de los serenateros o bien la estudiantina o conjunto de cuerdas. En cuanto al tipo fiestero e instrumental se hizo tan popular que llegó a sobrepasar en número de composiciones al bambuco. Y "Si en los salones predominaba la ejecución al piano (y para el piano se escribió la inmensa mayoría de los pasillos signados) o las conjugaciones llamadas arpas y liras que asociaban violines y flautas al piano o a los cordóns populares, a veces asociados al laúd, en el ambiente puramente popular no se salía de los grupos de cuerdas llamados “estudiantinas”, con percusión de “chuchos” y “guaches” y más habitualmente para este caso especial de los pasillos, de “panderetas” y “cucharas”. En la ejecución instrumental del pasillo hoy se considera insustituible la percusión de “cucharas” que llenan su función de cencerros o, mejor aún, de castañuelas criollas; pero estas cucharas no van enfrentadas como las castañuelas por su cavidad, sino por el dorso. En los salones el pasillo instrumental, desde comienzos del siglo XIX (1800) hasta las tres primeras décadas del siglo XX (1930) se interpretaba con coreografías, modalidad que ahora solo se aprecia en las representaciones culturales"''<!R9>

#### Variantes regionales
En Colombia el pasillo es un ritmo que se encuentra en casi todas las zonas geográficas del país, con gran autenticidad folclórica en cada una de ellas, lo cual se refleja en el uso de su propia organología y tipos de danza. El pasillo tiene presencia no solo en toda la Región Andina sino en San Andrés y Providencia, Chocó y Mompox. En la Costa Caribe fue un ritmo popular a principios del siglo XX.<!R10>
Pasillo isleño
Se interpreta con mandolina, tináfono y carrasca de burro.
Pasillo del Pacífico
Se ejecuta con chirimía chocoana. Modalidades: pasillo fiestero, clásico, parche y parche, cajoniao, barresala, rebolao, entre otros.
Pasillo andino
Se toca con diferentes instrumentos dependiendo de la región. En el departamento de Caldas, se encuentran las siguientes modalidades de pasillo: toriao, arriao, boliao, arrebatao, a lo desconfiao, sarandiao, a lo acostao y marcao. 
Sus figuras y peculiares estilos fueron sufriendo una paulatina influencia de otros aires, pues al pasar a los estratos populares por curiosidad o por imitación que estos hacían, recibió la influencia del bambuco, haciéndose en la ejecución vocal más lento y cadencioso, adoptando calderones, hasta el punto de que en algunas interpretaciones resulte difícil afirmar que son aires de pasillo o de bambuco.<!R11> 
En Aguadas, Caldas, desde 1990 se realiza el Festival Nacional del Pasillo Colombiano, considerado Patrimonio cultural de la Nación según la Ley 983 del 12 de agosto de 2005.<!R12>

### Ecuador

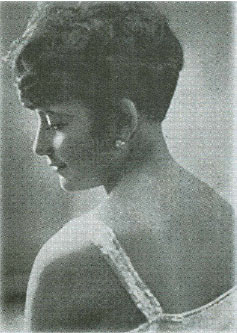
Entre las intérpretes del pasillo ecuatoriano de gran resplandor a mediados del, está Carlota Jaramillo, apodada "La reina del pasillo ecuatoriano" por su voz y magnífico dramatismo.<!R13>

Según Alejandro Andrade Coello, escritor quiteño, señala que el pasillo se introdujo en tierras ecuatorianas en la década de los 70 del siglo XIX, evidencia de ello se registra el pasillo "Los Bandidos", compuesta por Aparicio Córdoba. Llega a través de las bandas de músicas militares en las guerras de independencia alrededor de 1822; posteriormente adquiere características locales, influencia del Sanjuanito y del yaraví. En Ecuador el pasillo se convirtió en el símbolo musical de la nacionalidad.<!R14> En un inicio este género emblemático era llamado “El Colombiano(a)”, se escribe en compás de 3/4. Los primeros pasillos ejecutados fueron conocidos como “valses al estilo del país” o como “colombianos o colombianas”.<!R15>
Según la investigadora Ketty Wong el pasillo ecuatoriano desde principios del siglo XX deja de ser un género festivo tocado en las retretas o en los salones y se vuelve canción que recita textos melancólicos y reflejan sentimientos de pérdida y de añoranza, hablan de la belleza de sus mujeres o expresan la valía de sus hombres y la nostalgia por el ser amado. Aunque existen además, textos que expresan admiración por los paisajes ecuatorianos, y muchas veces estos pasillos en honor de una región o ciudad son más conocidos que los propios himnos como es el caso del conocido Guayaquil de mis amores de Nicasio Safadi o "Alma Lojana" de Emiliano Ortega. Tal sentimiento evidencia un comportamiento fuertemente representativo de la nacionalidad ecuatoriana que acompaña el sentido abiertamente romántico de este género musical.
Wong señala que en Ecuador, "Debido a su capacidad de integrar y generar distintos significados entre distintos grupos sociales, étnicos y generacionales, el pasillo se ha convertido en la música nacional por excelencia".<!R16>
Es así que se puede hacer diferencia (aunque no muy marcada) entre el pasillo costeño, el pasillo lojano, el pasillo cuencano y otro quiteño.  A partir de la segunda década del siglo XX, se han introducido al pasillo poemas de escritores ecuatorianos. 
Su masificación se dio con las primeras grabaciones realizadas por el dueto "Ecuador" compuesto por Enrique Ibáñez Mora y Nicasio Safadi, pero tuvo su auge y tuvo apogeo internacional durante la carrera del cantante guayaquileño Julio Jaramillo, a quien se considera creador del pasillo rockolero y la actual música rockolera; cuya fecha de nacimiento, 1° de octubre, fue declarado como el Día del Pasillo ecuatoriano mediante decreto ejecutivo 1.118 expedido en el gobierno de Sixto Durán Ballén.<!R17> Otros intérpretes y compositores de este género que cabe mencionar son: Jorge Luis Valverde, Francisco Paredes Herrera, el "Príncipe del Pasillo ecuatoriano", quien musicalizó los pasillos destacados: El alma en los labios, Rosario de besos, Fatalidad y entre otros: Tu y Yo que ganó el premio Iberoamericano de la Canción en España en la década de los años 60. Enrique Espín Yépez, quien destacó por la interpretación del pasillo de difícil interpretación Reír Llorando, obra del compositor Carlos Amable Ortiz; otros compositores son Segundo Cueva Celi, Enrique Ibáñez Mora, Cristóbal Ojeda; entre los intérpretes destacados están: el guitarrista Homero Hidrovo, el compositor, pianista y guitarrista Segundo Bautista, el Dúo Benítez-Valencia, los Hermanos Miño Naranjo, Los Brillantes, Las Alondras del Guayas, los Hermanos Villamar, y en la actualidad Las Tres Marías.

### Panamá
El pasillo en Panamá es considerado un baile de carácter popular o de salón.<!R18> Era cultivado generalmente en fiestas, eventos especiales, visitas diplomáticas y bailes de salón; teniendo su máximo desarrollo entre finales del siglo XIX y mediados del siglo XX.<!R19> Así se deduce de las reflexiones finales del músico Narciso Garay, insertas en su obra "Tradiciones y Cantares de Panamá" (1930), en las que menciona el carácter extranjero del pasillo frente a la identidad musical panameña, y a su vez resalta la popularidad que tenía entre los músicos cultos de principios del siglo XX:

Los jóvenes filarmónicos que entre nosotros se adiestran, por inclinación natural, en el arte de la composición, suelen vaciar sus ideas propias en moldes extranjeros, sobre todo en las formas de la música bailable de otros pueblos. El fox-trot, el pasillo, la danza cubana, etc... son sus ritmos favoritos. Yo me pregunto: ¿por qué ir a buscar afuera lo que se tiene en casa? No quiero hacer profesión de fe xenófoba, inconcebible en mí; no quiero desestimar el valor de las influencias extranjeras que vivifican y enriquecen el acervo nacional; pero tampoco estoy por que despreciemos lo propio, como si careciera de todo valor. Los ritmos del tamborito, del punto, de la mejorana y de la cumbia, por no citar sino los principales, tienen tanto derecho a ocupar la fantasía de nuestros compositores de música ligera (y por ahora no tenemos otros) como los ritmos del valse, del pasillo, del fox-trot y de la danza. Al talento de esos jóvenes, aficionados y profesionales, corresponde producir obras estimables dentro de estos ritmos criollos, tan aptos para elevarse a la condición de un arte elevado como los ritmos foráneos.<!R20>

El pasillo cultivado en Panamá es muy similar al colombiano, sin embargo mantiene una estructura musical más desarrollada con tres y cuatro partes. Además, posee como característica identitaria, la mezcla en una misma composición de la modalidad lenta y la modalidad fiestera. Otra característica muy utilizada en el pasillo panameño es el ritmo con un aire al estilo mejoranero, ejecución propio del interior del país proveniente de la guitarra mejoranera.<!R21>
A los pasillos de baile y al pasillo canción, se sumó otro actualmente extinto denominado "pasillo de reto", en el cual se enfrentaban dos cantantes que rivalizaban con sus coplas.<!R22>
En Panamá el pasillo se suele instrumentar con violín, guitarra y maracas.<!R23>
En lo que corresponde a su análisis musical, su estructura básica responde a la forma A-B-A y sus posibilidades; la introducción, si se presenta, consta comúnmente de 4, 8 o 12 compases, que generalmente están en tonalidad menor. La primera parte del pasillo se presenta también el tema en tonalidad menor. (Es importante indicar que en el anterior siglo y a principios de este, se componían buen número de pasillos en tonalidad mayor). La segunda parte se presenta una modulación a mayor (en los pasillos antiguos, se utilizaba como recursos, el cambio rítmico en la segunda parte, que provocaba un aparente cambio de tiempo). El final o frases de final puede presentar una armonía ritmizada que pertenece a la cadencia final.<!R24>
Entre los compositores más renombrados de este género musical en Panamá se encuentran: Máximo Arrate Boza (1859-1936), Alberto Galimany (1889-1973), Artemio Córdova (1896-1988), Narciso Rufino Urriola, Vicente Gómez Gudiño (1903-1964) y  Eduardo Charpentier Herrera (1904-1992).<!R25><!R26>
El más famoso de los pasillos panameños, "El suspiro de una fea" de Vicente Gómez Gudiño, es un pasillo con letra.<!R27>